# Diederik van Haldensleben
Diederik van Haldensleben (ca. 930 - Maagdenburg, 25 augustus 985) was een vooraanstaand Saksisch edelman en markgraaf van de Noordmark. 
Diederik was graaf van de Nordthüringgau, Balsamgau, Derlingau, Hassegau, Zwabengau, Osterwald, de Hevellingen en de Morazini. Zijn persoonlijke bezittingen lagen vooral in de Nordthüringgau en de Derlingau. Hij stichtte de abdij van Königslutter am Elm en was voogd van de abdij van Helmstedt (stad).
In 953 was Diederik een van de aanvoerders van keizer Otto I de Grote tijdens de opstand van diens zoon Liudolf van Zwaben. Na de dood van markgraaf Gero verwierf hij in 965 de Noordmark. Diederik voerde meerdere militaire acties uit tegen de Slaven en bouwde versterkingen bij de oversteekplaatsen van de Elbe. In 979 liet hij, samen met de aartsbisschop van Maagdenburg, graaf Gero van Alsleben (een politieke tegenstander) onthoofden. De Slaven, die inmiddels gekerstend waren, kwamen onder leiding van hun vorst, Mistivoj, in opstand. Tijdens de grote opstand van 983 namen zij Hamburg, Havelberg en Maagdenburg in, verbrandden daar de kerken en keerden terug tot het heidendom. Volgens zijn tegenstanders was het hoogmoedige en nalatige beleid van Diederik de oorzaak van deze opstand, maar ook het nieuws van de verloren slag van Crotone zal hierbij een rol hebben gespeeld. Otto II herstelde de orde, maar Diederik werd in 983 afgezet als markgraaf. Diederik behield echter een belangrijke positie want hij steunde Otto III nog in de troonstrijd tegen Hendrik II van Beieren (hertog).
Diederik zou zijn getrouwd met een dochter van Lotharius I van Walbeck. Hij was de vader van:
- Oda, eerst geestelijke en vervolgens gehuwd met hertog Mieszko I van Polen,
- Mathilde (ovl. na 995), eerst een non, toen gehuwd met Prebislav der Slaven, na diens dood (994) abdis van het Sint-Laurentiusklooster in Maagdenburg
- Othenhulde (ovl. 1020), geestelijke in Quedlinburg.
- Thietbergha, gehuwd met Dedo, vorst van Meißen die sneuvelde bij Wolmirstedt op 13 november 1009.
- Bernard I